# Arthur Christensen
Arthur Emanuel Christensen (født 9. januar 1875 i København, død 31. marts 1945 sammesteds) var en dansk orientalist.
Allerede fra barndommen opfyldt af en levende interesse for den islamiske Orient, begyndte Christensen efter 1893 at være blevet student på at beskæftige sig med arabisk og persisk, hvilket sidste sprog efterhånden blev det centrale i hans studier. Efter kortere ophold ved det orientalske seminar i Berlin tog Christensen 1903 doktorgraden med en afhandling om Omar Khayyáms Rubáiyat, hvilken ved sin udtømmende og omsigtsfulde behandling af emnet vakte megen opmærksomhed; den udkom det følgende år på fransk i omarbejdet udgave (Heidelberg 1904). Under gentagne udenlandsrejser drev Christensen ivrige bibliotekstudier og beskæftigede sig også under vejledning af professor F.C. Andreas med iransk dialektforskning. Videnskabeligt såre veludrustet tiltrådte han 1914 en rejse til Persien, februar—august, hvor han særlig studerede det moderne talesprog, kulturforhold og folkepsykologi samt indsamlede et rigt materiale til sproghistorisk undersøgelse af den hidtil lidet kendte Semnanidialekt.
Af den lange række af hans større og mindre, delvis på fransk udgivne arbejder skal her fremhæves: Muhammedanske Digtere og Tænkere (1906); L'Empire des Sassanides, le Peuple, l'État, la Cour (i "Det Kongelige Danske Videnskabernes Selskabs Skrifter" 1907); Remarques critiques sur le Kitab bayani-l-adyan d'Abon-l-Maâli (i "Le Monde Oriental", 1911). Firdausis Kongebog (Gyldendal, 1931). Fra andre områder end det orientalske må nævnes: Politik og Massemoral (1911, tysk udgave 1912).
Christensen holdt fra 1903 forelæsninger og øvelser ved Københavns Universitet over iransk filologi og virkede fra 1907 som leder af den udenrigspolitiske del af "Berlingske Tidende". Christensen blev 1918 medlem af Videnskabernes Selskab og 1919 ansat ved universitetet som ekstraordinær professor i iransk filologi, hvorefter hans journalistiske virksomhed ophørte at være regelmæssig.